# 范育
范育（?—?），字巽之，邠州三水（陕西省旬邑）人。曾為北宋秦鳳路及熙河路安撫使，累官至光祿卿、樞密都承旨。父同為北宋政治人物范祥，官至轉運副使、度支員外郎。

## 生平
范育以進士之名出任涇陽縣縣令，但以養親為由告假回鄉。師從張載，推薦為崇文院校書郎及監察御史里行。因西夏攻入環慶路被宋神宗趙頊詔往巡視邊疆，及後進言認為荔原堡之役，夏人雖然追奔但亦不過境，北宋不應輕舉妄動。
之後又出使河東論及韓絳修築囉兀城。范育因不服喪而被罷去御史職位，轉任檢正中書戶房但堅決推辭而出任韓城縣知縣。
曾被詔往鄜延路議畫地界，范育認為“保疆不如持約，持約不如敦信”。到熙寧九年（即公元1076年），交趾與北宋發生宋越熙寧戰爭，趙禼被任命為安南行營經略使、招討使，以中官李憲為副將，率領九名大將前往征討。趙禼與李憲不和，建議罷免李憲。趙頊問可有替代者，趙禼推薦老將郭逵，於是以郭逵為宣撫使，趙禼副之，及以兵十萬伐交阯。但在戰場上，郭逵與趙禼意見多有不同，行及長沙更有士兵病死，范育上疏此事但趙頊不聽。之後出任河中府知州加集賢院直學士，又出使鳳翔縣，以龍圖閣直學士身份鎮守秦州。
熙寧年間宰相王安石曾建議遣使往諸道及立邊境封溝，所以派遣呂大忠及范育前往觀察。
宋哲宗趙煦元祐初，被召為太常寺少卿，後改光祿卿、樞密都承旨。之後出使熙州作知州。此時有議論認為要放棄質孤堡及勝如堡，而范育力爭認為熙河路以蘭州為要塞，此兩堡乃蘭州之障蔽，如果放棄兩堡蘭州就會有危險。另外又請修築城池在李諾平及汝遮川，但一直不獲答覆。再轉任給事中及戶部侍郎。
出任熙河路安撫使其間范育進言認為唃廝囉國第三代贊普阿里骨殘酷暴虐而且有病，而湟州邈川吐蕃大首領溫溪心八族打算內附，所以可以計畫將其歸納，但翰林學士、中書侍郎范百祿則認為既然阿里骨沒有過犯，而溫溪心虛實未知，無挑釁而動，非上策。最後趙煦聽從范百祿之見解。
范育死後南宋宋高宗趙構紹興年間，因趙構採納范育對不放棄質孤堡及勝如堡及對修築城池在李諾平及汝遮川之建議而追贈為寶文閣學士。